# Реаль Клутьє
Реаль Клутьє (фр. Réal Cloutier, нар. 30 червня 1956, Сен-Еміль) — колишній канадський хокеїст, що грав на позиції крайнього нападника.

## Ігрова кар'єра
Хокейну кар'єру розпочав 1972 року в ГЮХЛК.
1976 року був обраний на драфті НХЛ під 9-м загальним номером командою «Чикаго Блекгокс». 
Протягом професійної клубної ігрової кар'єри, що тривала 12 років, захищав кольори команд «Квебек Нордікс», «Баффало Сейбрс» та «Рочестер Американс».
Загалом провів 342 матчі в НХЛ, включаючи 25 ігор плей-оф Кубка Стенлі.

## Рекорди
- Другий гравець, який зробив хет-трик у своєму дебютному матчі НХЛ (першим це зробив Алекс Смарт, третім та четвертим Фабіан Бруннстрем та Дерек Степан).
- Він є наймолодшим хокеїстом в історії, що закинув 60 голів за сезон. (19 років, 251 день).
- Він був наймолодшим хокеїстом в історії, що закинув 100 голів (20 років, 89 днів, поки цей рекорд не побив Марк Непер.
- Він був наймолодшим хокеїстом в історії, що закинув 200 голів (21 рік, 229 днів, поки цей рекорд не побив Вейн Грецкі.
- Він був наймолодшим хокеїстом в історії, що закинув 300 голів (23 роки, 124 дні, поки цей рекорд не побив Вейн Грецкі.
- Він був наймолодшим хокеїстом в історії, що закинув 400 голів (26 років, 209 днів, поки цей рекорд не побив Вейн Грецкі.

## Нагороди та досягнення
- Друга команда всіх зірок ВХА — 1976, 1977, 1978.
- Трофей Білла Хантера (ВХА) — 1977, 1979.
- Перша команда всіх зірок ВХА — 1979.
- Учасник матчу усіх зірок НХЛ — 1980.

## Статистика
| Сезон        | Клуб                 | Ліга         | Регулярний сезон | Регулярний сезон | Регулярний сезон | Регулярний сезон | Регулярний сезон | Плей-оф | Плей-оф | Плей-оф | Плей-оф | Плей-оф |
| Сезон        | Клуб                 | Ліга         | І                | Г                | П                | О                | ШХ               | І       | Г       | П       | О       | ШХ      |
| ------------ | -------------------- | ------------ | ---------------- | ---------------- | ---------------- | ---------------- | ---------------- | ------- | ------- | ------- | ------- | ------- |
| 1972–73      | «Квебек Ремпартс»    | ГЮХЛК        | 57               | 39               | 60               | 99               | 15               | —       | —       | —       | —       | —       |
| 1973–74      | «Квебек Ремпартс»    | ГЮХЛК        | 69               | 93               | 123              | 216              | 40               | —       | —       | —       | —       | —       |
| 1974–75      | «Квебек Нордікс»     | ВХА          | 63               | 26               | 27               | 53               | 36               | 12      | 4       | 3       | 7       | 2       |
| 1975–76      | «Квебек Нордікс»     | ВХА          | 76               | 60               | 54               | 114              | 27               | 5       | 4       | 5       | 9       | 0       |
| 1976–77      | «Квебек Нордікс»     | ВХА          | 76               | 66               | 75               | 141              | 39               | 17      | 14      | 13      | 27      | 10      |
| 1977–78      | «Квебек Нордікс»     | ВХА          | 73               | 56               | 73               | 129              | 19               | 10      | 9       | 7       | 16      | 15      |
| 1978–79      | «Квебек Нордікс»     | ВХА          | 77               | 75               | 54               | 129              | 48               | 4       | 2       | 2       | 4       | 2       |
| 1979–80      | «Квебек Нордікс»     | НХЛ          | 67               | 42               | 47               | 89               | 12               | —       | —       | —       | —       | —       |
| 1980–81      | «Квебек Нордікс»     | НХЛ          | 34               | 15               | 16               | 31               | 18               | 3       | 0       | 0       | 0       | 10      |
| 1981–82      | «Квебек Нордікс»     | НХЛ          | 67               | 37               | 60               | 97               | 34               | 16      | 7       | 5       | 12      | 10      |
| 1982–83      | «Квебек Нордікс»     | НХЛ          | 68               | 28               | 39               | 67               | 30               | 4       | 0       | 0       | 0       | 0       |
| 1983–84      | «Баффало Сейбрс»     | НХЛ          | 77               | 24               | 36               | 60               | 25               | 2       | 0       | 0       | 0       | 0       |
| 1984–85      | «Флінт Дженералс»    | ІХЛ          | 40               | 11               | 25               | 36               | 6                | —       | —       | —       | —       | —       |
| 1984–85      | «Рочестер Американс» | АХЛ          | 12               | 4                | 3                | 7                | 0                | —       | —       | —       | —       | —       |
| 1984–85      | «Баффало Сейбрс»     | НХЛ          | 4                | 0                | 0                | 0                | 0                | —       | —       | —       | —       | —       |
| Усього у ВХА | Усього у ВХА         | Усього у ВХА | 369              | 283              | 283              | 566              | 169              | 48      | 33      | 30      | 63      | 29      |
| Усього в НХЛ | Усього в НХЛ         | Усього в НХЛ | 317              | 146              | 198              | 344              | 119              | 25      | 7       | 5       | 12      | 20      |